# Eduandrea selloana
Eduandrea selloana är en gräsväxtart som först beskrevs av John Gilbert Baker, och fick sitt nu gällande namn av Leme, W.Till, G.K.Br., J.R.Grant och Govaert. Eduandrea selloana ingår i släktet Eduandrea och familjen Bromeliaceae. Inga underarter finns listade i Catalogue of Life.